# Indukcja porodu
Indukcja porodu, wzniecenie porodu – sztuczne wywołanie czynności skurczowej macicy u ciężarnej, mające na celu urodzenie dziecka drogami natury. Przez preindukcję rozumie się farmakologiczne lub fizyczne postępowanie mające na celu przyspieszenie dojrzewania szyjki macicy.
Indukcja porodu powinna być zawsze uzasadniona odpowiednimi wskazaniami. 
Wskazania do indukcji porodu:
- ciąża z oznakami przenoszenia
- stan przedrzucawkowy
- cukrzyca
- konflikt serologiczny
- wewnątrzmaciczne zahamowanie wzrostu płodu (IUGR)
- makrosomia płodu
- objawy niewydolności łożyska
- przedwczesne pęknięcie pęcherza płodowego w ciąży donoszonej
- obumarcie płodu w okresie przedporodowym w wywiadzie[1].

Przeciwwskazania do indukcji porodu:
- nieprawidłowe położenie płodu (np. położenie poprzeczne);
- część pochwowa nieprzygotowana (nieskrócona);
- niewspółmierność porodowa tzn. wymiary miednicy matki są nieproporcjonalnie małe do rozmiarów dziecka, co może uniemożliwić poród siłami natury;
- niektóre choroby matki (np. opryszczka narządów płciowych, infekcje grzybicze)[2].

Możliwe powikłania indukcji porodu:
- krwotok poporodowy;
- zakażenie wewnątrzmaciczne;
- zmęczenie mięśnia macicy (w wyniku nadmiernej czynności skurczowej) i wtórna atonia;
- zwiększone ryzyko wystąpienia zatoru płynem owodniowym lub zatoru płucnego;
- przedwczesne oddzielenie łożyska;
- pęknięcie mięśnia macicy;
- konieczność cięcia cesarskiego w wyniku braku postępu porodu (niepowodzenie indukcji)[2].

W indukcji porodu stosuje się:
- oksytocynę
- prostaglandyny
- amniotomię (artificial rupture of the membranes, AROM, ARM)
- wysokie odklejenie dolnego bieguna pęcherza płodowego[3].